# علي رضا عباس فرد
علي رضا عباس فرد (20 أكتوبر 1981 بشيراز في إيران - ) هو لاعب كرة قدم إيراني في مركز الهجوم. شارك مع منتخب إيران لكرة القدم. أما مع النوادي، فقد لعب مع نادي استقلال طهران ونادي برق شيراز ونادي بيكان ونادي راه آهن ونادي سايبا ونادي صبا قم ونادي نفط وغاز كسجاران وSarawak FA State Football Team ‏.

## روابط خارجية
- علي رضا عباس فرد على موقع قاعدة بيانات كرة القدم.إي يو (الإنجليزية)
- علي رضا عباس فرد على موقع ناشيونال فوتبول تيمز (الإنجليزية)